# Viktors Stulpins
Viktors Stulpins (Riga, 26 settembre 1971) è un vescovo cattolico lettone, dal 20 luglio 2013 vescovo di Liepāja.

## Biografia
Viktors Stulpins è nato a Riga il 26 settembre 1971.

### Formazione e ministero sacerdotale
Ha conseguito il diploma di scuola superiore, con la qualifica in campo edilizio. In seguito è entrato nel seminario maggiore di Riga dove ha studiato filosofia e teologia.
Il 1º giugno 1995 è stato ordinato presbitero per l'arcidiocesi di Riga. In seguito è stato parroco di Aizkraukle, Irši, Koknese, Skrīveri e Vecbebri dal 1995 al 2010 e vice rettore ed economo del seminario maggiore di Riga, nonché vicario parrocchiale della parrocchia di San Francesco nella stessa città dal 2010 al 2013. È stato anche docente presso l'Istituto teologico di Riga e membro della commissione di arte sacra della medesima arcidiocesi.

### Ministero episcopale
Il 20 luglio 2013 papa Francesco lo ha nominato vescovo di Liepāja. Ha ricevuto l'ordinazione episcopale il 7 settembre successivo dal vescovo di Jelgava Eduards Pavlovskis, co-consacranti il cardinale Jānis Pujats, arcivescovo emerito di Riga, e l'arcivescovo metropolita della stessa arcidiocesi Zbigņevs Stankevičs. Con 41 anni di età era uno dei più giovani vescovi del mondo.
Ha definito il suo ruolo di ordinario diocesano come un "compito difficile", perché pochissime persone nel territorio della sua diocesi sono cattoliche. Pertanto, ha in programma di lavorare con i credenti per mettere in contatto più persone con Dio. Il 4 e 5 aprile 2014 monsignor Stulpins ha preso parte a una conferenza non confessionale su "Individui e famiglie".
Nel giugno del 2015 ha compiuto la visita ad limina.
Dal 18 dicembre 2018 è presidente della Conferenza episcopale della Lettonia.

## Genealogia episcopale
La genealogia episcopale è:
- Cardinale Scipione Rebiba
- Cardinale Giulio Antonio Santori
- Cardinale Girolamo Bernerio, O.P.
- Arcivescovo Galeazzo Sanvitale
- Cardinale Ludovico Ludovisi
- Cardinale Luigi Caetani
- Cardinale Ulderico Carpegna
- Cardinale Paluzzo Paluzzi Altieri degli Albertoni
- Papa Benedetto XIII
- Papa Benedetto XIV
- Papa Clemente XIII
- Cardinale Enrico Benedetto Stuart
- Papa Leone XII
- Cardinale Chiarissimo Falconieri Mellini
- Cardinale Camillo Di Pietro
- Cardinale Mieczysław Halka Ledóchowski
- Cardinale Jan Maurycy Paweł Puzyna de Kosielsko
- Arcivescovo Józef Bilczewski
- Arcivescovo Bolesław Twardowski
- Arcivescovo Eugeniusz Baziak
- Papa Giovanni Paolo II
- Vescovo Antons Justs
- Vescovo Eduards Pavlovskis
- Vescovo Viktors Stulpins